# Bajki Babci Gąski

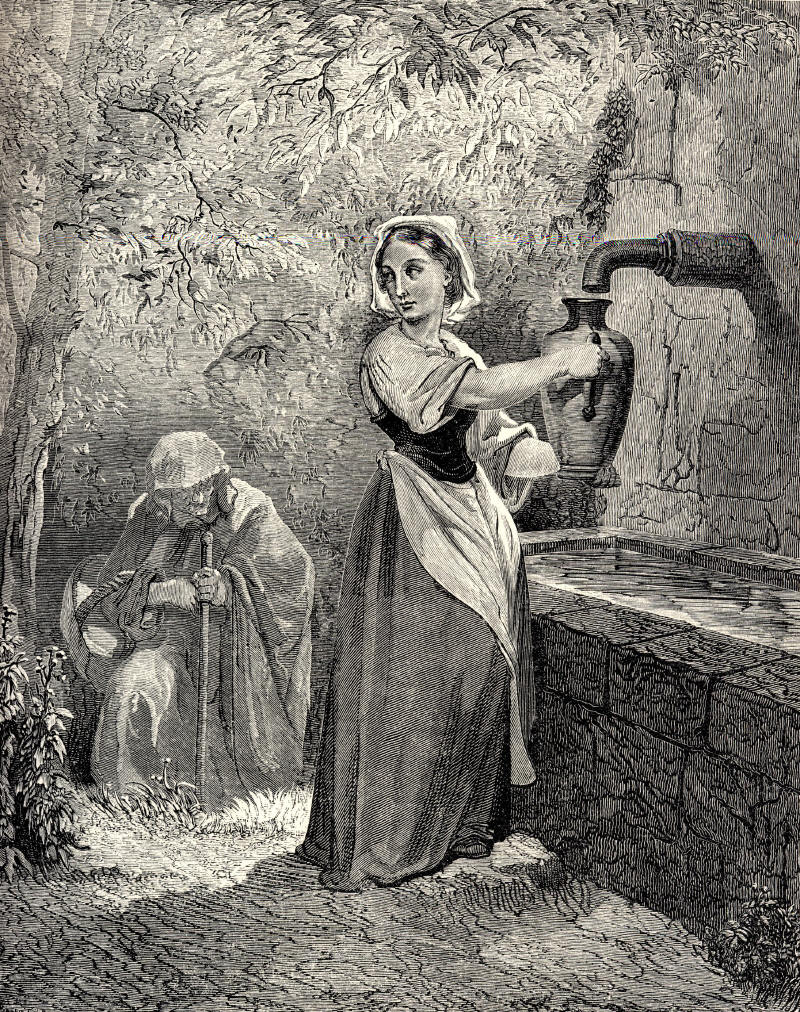
Ilustracja Gustave’a Dorégo do baśni Wróżki

Bajki Babci Gąski (fr. Contes de ma Mère l’Oye) – popularne określenie przypisywanego Charles’owi Perraultowi zbioru barokowych baśni, który ukazał się w 1697 pod tytułem Histoires ou contes du temps passé (Historie albo baśnie z dawnych czasów).

## Tytuł zbioru
Mimo że pierwotny tytuł był inny, w powszechnej świadomości utrwaliło się sformułowanie Contes de ma Mère l’Oye, które pojawiło się na otwierającej zbiór ilustracji frontyspisowej. W XVII-wiecznej Francji stanowiło ono zwyczajowe określenie nieprawdopodobnych, niegodnych uwagi opowieści i bajek opowiadanych dzieciom, synonim conte de Peau d’Âne (bajka o Oślej Skórze) i conte de vieille (bajka starej baby). Postać Matki Gęsi wywodziła się prawdopodobnie z archetypu groteskowej, gadatliwej staruchy. Często też kojarzona jest z Bertą o Wielkich (gęsich?) Stopach, matką Karola Wielkiego, która jest bohaterką legend realizujących baśniowy wątek ATU 403 (Fałszywa narzeczona).
Polskie określenie Bajki Babci Gąski wywodzi się z tytułu pierwszego pełnego przekładu zbioru, którego w 1961 roku dokonała Hanna Januszewska.

## Historia zbioru

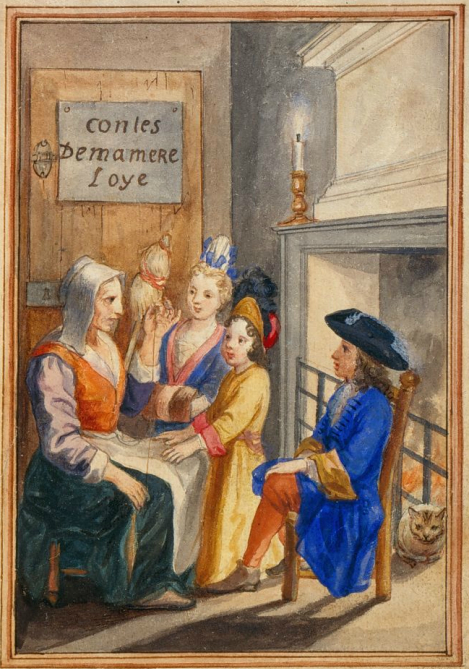
Ilustracja frontyspisowa w rękopisie z 1695 r.

Zbiór wydany został w okresie, gdy baśnie (contes de fées) stały się niezwykle modnym gatunkiem na paryskich salonach, a chociaż często stylizowane były na utwory dziecięce (lub częściej nawet dziecinne), dostarczały rozrywki przede wszystkim dorosłym. Inspirację do nich czerpano prawdopodobnie z obiegowych wątków ustnych, ale także z wcześniejszych zbiorów włoskich autorstwa Giovanfrancesca Straparoli i Giambattisty Basilego.
Już w 1694 roku ukazała się wierszowana Peau d’Âne (Ośla skórka) Perraulta. Prawdopodobnie rok później powstał iluminowany rękopis, zawierający pięć baśni prozą (Śpiąca królewna, Czerwony Kapturek, Sinobrody, Kot w butach, Wróżki) oraz dedykację dla Elżbiety Charlotty Orleańskiej, napisaną rzekomo przez Pierre’a Perraulta Darmancoura, siedemnastoletniego wówczas syna Charles’a Perraulta. Otwierająca zbiór baśń o śpiącej królewnie została opublikowana w nieco dłuższej wersji w 1696 roku w czasopiśmie Mercure galant. Wreszcie w 1697 roku ukazał się drukiem zbiór Histoires ou contes du temps passé. Zawierał on zredagowane wersje dedykacji i pięciu baśni znanych z rękopisu oraz trzy nowe teksty: Kopciuszka, Knypsa z czubkiem i Paluszka. Pierwsze wydanie, w którym jako autor podany został monsieur Perrault, a nie jego syn Pierre Darmancour, pochodzi z 1707 roku.
W XIX wieku, na fali romantycznego zainteresowania folklorem, baśnie Perraulta zaczęto cenić jako rzekome opracowania wątków ludowych. Wykształcony wówczas obraz Perraulta-protoetnografa, choć daleki od prawdy, funkcjonuje do dzisiaj w powszechnej świadomości.

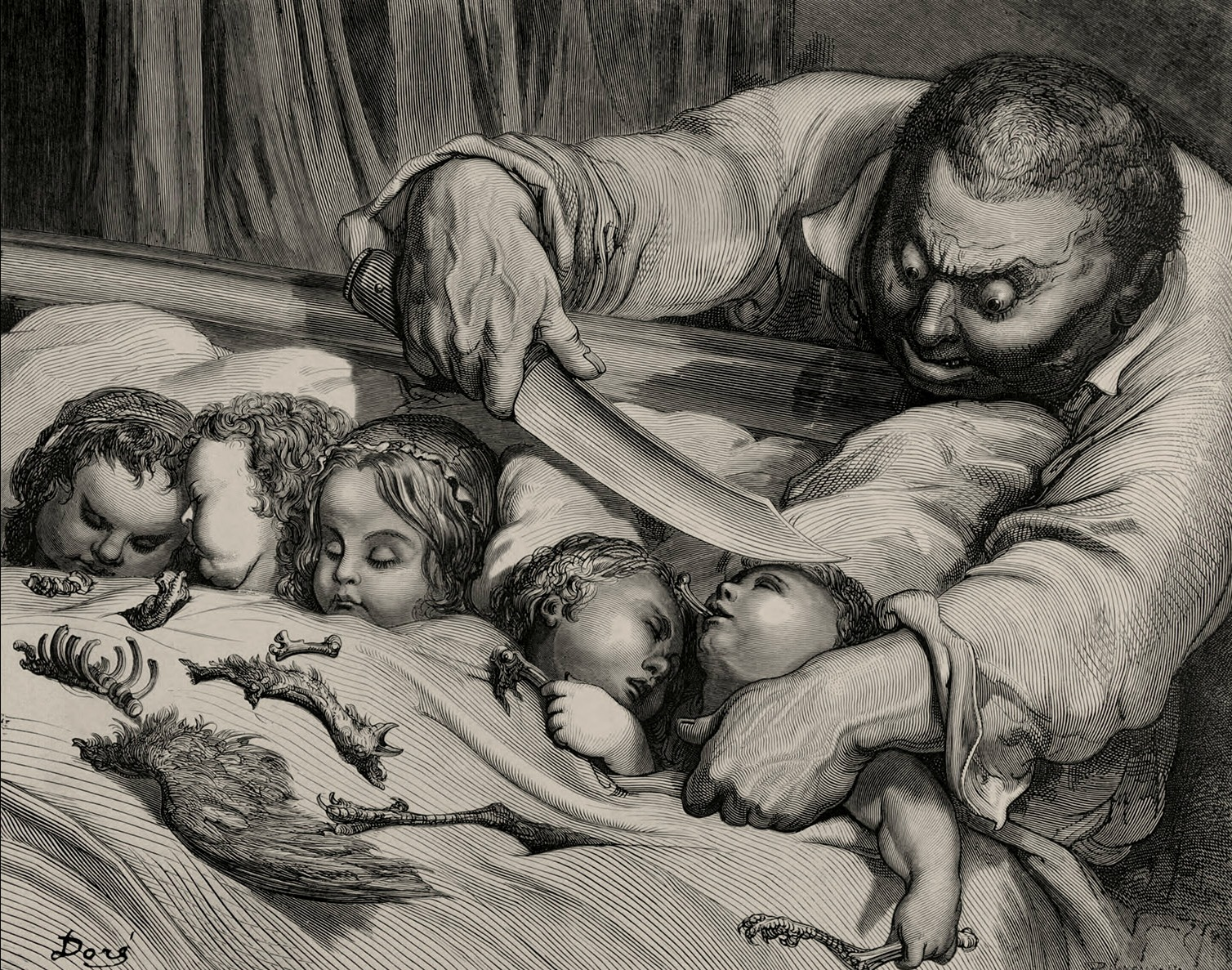
Jedna z ilustracji Dorégo do baśni o Paluszku

W tym samym okresie baśnie Perraulta zostały uznane za klasyczne arcydzieło literatury dla dzieci. W 1867 ukazało się wydanie z 41 rycinami Gustave’a Dorégo. Po dziś dzień baśnie Perraulta uważane są za część kanonu literatury dziecięcej, ale same teksty znane są przeważnie z uproszczonych adaptacji lub okrojonych wersji, pozbawionych wierszowanych morałów, które pierwotnie kończyły każdy z utworów.
Cykl stał się inspiracją do suity Moja matka gęś (1908) Maurice’a Ravela.

## Lista baśni
W skład zbioru baśni wchodzą:
- La Belle au bois dormant (Śpiąca królewna)
- Le Petit Chaperon rouge(Czerwony Kapturek)
- La Barbe bleue (Sinobrody)
- Le Maître chat ou le Chat botté (Kot w butach)
- Les Fées (Wróżki)
- Cendrillon ou la Petite Pantoufle de verre (Kopciuszek)
- Riquet à la Houppe (Knyps z czubkiem)
- Le petit Poucet (Paluszek)

## Polskie przekłady
Pierwsze polskie przekłady opatrzone nazwiskiem Perraulta, autorstwa Haliny Bokserówny, ukazały się w latach dwudziestych. Były to tłumaczenia pojedycznych baśni, wydane w formie cienkich broszurek.
W 1961 roku ukazał się przekład Hanny Januszewskiej zatytułowany Bajki Babci Gąski (Warszawa: Czytelnik). Oprócz ośmiu baśni zawartych w oryginalnym zbiorze Histoires ou contes du temps passé zawierał następujące teksty:
- Sprytna księżniczka, czyli przygody Filutki – przekład baśni L’Adroite Princesse ou Les Aventures de Finette autorstwa pisarki Marie-Jeanne L’Héritier de Villandon, kuzynki Perraulta. Baśń ta była od XVIII wieku mylnie przypisywana Perraultowi w wydaniach francuskich.
- Ośla skórka – przekład XVIII-wiecznej prozatorskiej adaptacji baśni Perraulta. Wydana w 1694 roku Peau d’Âne tego autora miała formę wierszowaną.
- Śmiechu warte życzenia – przekład bajki-fabliau Perraulta Les Souhaits ridicules, wydanej w 1694 roku wraz z Peau d’Âne i nowelą Grisélidis.

Znacznie większą popularność niż przekład Januszewskiej zyskała swobodna adaptacja jej autorstwa, która ukazała się po raz pierwszy w 1971 roku pod tytułem Bajki (Warszawa: Nasza Księgarnia). Zawiera ona opracowania siedmiu baśni wydanych w 1697 roku (bez Sinobrodego) i adaptację Oślej Skórki.
W 2010 roku ukazał się przekład Barbary Grzegorzewskiej pod tytułem Baśnie, czyli opowieści z dawnych czasów (Kalisz: Martel), zawierający osiem baśni z pierwotnego wydania.
Ponadto ukazały się następujące tłumaczenia:
- Śpiąca królewna, tłum. anonimowe, 2002 (b.m.: Sara)
- Tomcio Paluszek, tłum. anonimowe, 2002 (b.m.: Sara)
- Kopciuszek, tłum. Zofia Beszczyńska, 2015 (Poznań: Media Rodzina)

Pozostałe dostępne na rynku polskim wydania sygnowane nazwiskiem Perraulta to mniej lub bardziej swobodne adaptacje, nie zawsze oparte na oryginalnym tekście francuskim.